# Bútó
Bútó (nebo také Bútos či Butosos) (Řecky: Βοῦτος, Herod. Ii. 59, 63, 155; Βουτώ, Steph. B. sv), egyptsky Per-Vadžet, bylo staroegyptské město ležící 95 km východně od Alexandrie, v nilské deltě. Řecký název je odvozen od jména bohyně Mut, která v pozdějších dobách splynula s místní bohyní Vadžet, a od té je zas odvozeno egyptské pojmenování města. Bútó bylo postaveno na Sebannytském rameni řeky Nil, nedaleko od jeho ústí, a na jižním břehu Bútského jezera (Βουτικὴ λίμνη, Strabo xvii. P. 802.). Dnes se na tomto místě nachází Kem Kasiri.
Bútó mělo velký význam již v předdynastickém období starověkého Egypta. Archeologické nálezy dokládají, že po sjednocení Egypta nahradila kultura Horního Egypta místní kulturu z Bútó, což umožňuje přesněji sledovat samotný proces sjednocení.
Bútó se původně skládalo ze dvou měst, Pe a Dep, které se spojily do jednoho celku. Bohyně Vadžet byla původně místní božstvo a ochránkyně zdejší věštírny. V době Ptolemaiovců bylo Bútó hlavním městem nilské delty. Herodotos jej označuje jako hlavní město Chemmitského nomu, Ptolemaios Ftenotitského nomu a Plinius starší jednoduše oblasti Fteneta.
Město bylo ve starověku proslulé svým chrámem a věštírnou bohyně Vadžet, kterou Řekové ztotožňovali se svou Létó nebo Ládónem. Na počest bohyně se v Bútó konaly každoroční slavnosti. Kromě tohoto chrámu se v Bútó nacházela i menší svatyně boha Hora a bohyně Bastet.